# بلدة آرتشر (مقاطعة هاريسون)
بلدة آرتشر هي واحدة من خمسة عشر بلدة في مقاطعة هاريسون، أوهايو، الولايات المتحدة. اعتبارًا من تعداد 2010 كان عدد السكان 311.

## روابط خارجية
- موقع المقاطعة